# Ӻ
Cette page contient des caractères spéciaux ou non latins. S’ils s’affichent mal (▯, ?, etc.), consultez la page d’aide Unicode.
Ӻ (minuscule : ӻ), appelé gué barré crochet, est une lettre additionnelle de l'alphabet cyrillique qui a été utilisée pour la transcription de la langue nivkhe. Elle se présente comme un gué majuscule barré horizontalement (ou un ghaïn), dont le pied est diacrité d'un crochet.

## Utilisation
En nivkhe, Ӻ représente la consonne fricative uvulaire voisée /ʁ/. Dans l'ordre alphabétique, elle est après Ғ et avant Д. Elle est parfois remplacée par une gué barré cramponné.

## Représentation informatique
Cette lettre possède les représentations Unicode suivantes :
| formes    | représentations | chaînes de caractères | points de code | descriptions                                  |
| --------- | --------------- | --------------------- | -------------- | --------------------------------------------- |
| capitale  | Ӻ               | Ӻ                     | U+04FA         | lettre majuscule cyrillique gué barré crochet |
| minuscule | ӻ               | ӻ                     | U+04FB         | lettre minuscule cyrillique gué barré crochet |